# Fidan Aliti
Fidan Aliti (Binningen, 3 ottobre 1993) è un calciatore kosovaro con cittadinanza albanese, difensore dell'Alanyaspor e della nazionale kosovara.

## Biografia
Nato a Preševo, nell'allora provincia autonoma jugoslava del Kosovo, cresce in Svizzera.

## Carriera

### Club
Il 31 agosto 2017 viene acquistato a titolo definitivo dalla squadra albanese dello Skënderbeu. Rimane poco più di un anno e mezzo, poi nel febbraio del 2019 viene acquistato dagli svedesi del Kalmar.

### Nazionale
Il 19 maggio 2014 riceve la sua prima convocazione dalla nazionale albanese per le partite amichevoli contro Romania, Ungheria e San Marino.
Il 7 novembre 2016 viene chiamato dalla nazionale kosovara e decide così di lasciare la nazionale albanese per quella kosovara. Esordisce l'11 giugno 2017 nella partita valida per le qualificazioni ai Mondiali 2018 persa per 1-4 contro la Turchia. Il 24 marzo 2022, in occasione dell'amichevole vinta per 5-0 contro il Burkina Faso, segna il suo primo gol con la rappresentativa kosovara.

## Statistiche

### Presenze e reti nei club
Statistiche aggiornate al 4 febbraio 2025.
| Stagione                   | Squadra                    | Campionato                 | Campionato | Campionato | Coppe nazionali | Coppe nazionali | Coppe nazionali | Coppe continentali | Coppe continentali | Coppe continentali | Altre coppe | Altre coppe | Altre coppe | Totale | Totale |
| Stagione                   | Squadra                    | Comp                       | Pres       | Reti       | Comp            | Pres            | Reti            | Comp               | Pres               | Reti               | Comp        | Pres        | Reti        | Pres   | Reti   |
| -------------------------- | -------------------------- | -------------------------- | ---------- | ---------- | --------------- | --------------- | --------------- | ------------------ | ------------------ | ------------------ | ----------- | ----------- | ----------- | ------ | ------ |
| 2010-2011                  | Old Boys Basilea II        | 1L                         | 7          | 0          | -               | -               | -               | -                  | -                  | -                  | -           | -           | -           | 7      | 0      |
| 2011-2012                  | Old Boys Basilea II        | 1L                         | 21         | 0          | -               | -               | -               | -                  | -                  | -                  | -           | -           | -           | 21     | 0      |
| 2012-2013                  | Old Boys Basilea II        | PL                         | 27         | 2          | -               | -               | -               | -                  | -                  | -                  | -           | -           | -           | 27     | 2      |
| ago. 2013                  | Old Boys Basilea II        | 1L                         | 1          | 0          | -               | -               | -               | -                  | -                  | -                  | -           | -           | -           | 1      | 0      |
| Totale Old Boys Basilea II | Totale Old Boys Basilea II | Totale Old Boys Basilea II | 56         | 2          |                 | -               | -               |                    | -                  | -                  |             | -           | -           | 56     | 2      |
| 2013-gen. 2014             | Lucerna II                 | 1L                         | 18         | 2          | -               | -               | -               | -                  | -                  | -                  | -           | -           | -           | 18     | 2      |
| gen.-giu. 2014             | Lucerna                    | SL                         | 8          | 0          | CS              | 0               | 0               | -                  | -                  | -                  | -           | -           | -           | 8      | 0      |
| 2014-2015                  | Lucerna                    | SL                         | 10         | 0          | CS              | 0               | 0               | UEL                | -                  | -                  | -           | -           | -           | 10     | 0      |
| Totale Lucerna             | Totale Lucerna             | Totale Lucerna             | 18         | 0          |                 | 0               | 0               |                    | -                  | -                  |             | -           | -           | 18     | 0      |
| 2015-2016                  | Sheriff Tiraspol           | DN                         | 9          | 0          | CM              | 1               | 0               | UEL                | -                  | -                  | -           | -           | -           | 10     | 0      |
| lug.-ago. 2016             | Sheriff Tiraspol           | DN                         | 1          | 0          | CM              | 0               | 0               | UCL                | 1                  | 0                  | SM          | 0           | 0           | 2      | 0      |
| Totale Sheriff Tiraspol    | Totale Sheriff Tiraspol    | Totale Sheriff Tiraspol    | 10         | 0          |                 | 1               | 0               |                    | 1                  | 0                  |             | 0           | 0           | 12     | 0      |
| 2016-2017                  | Slaven Belupo              | 1. HNL                     | 22         | 0          | CC              | 2               | 0               | -                  | -                  | -                  | -           | -           | -           | 24     | 0      |
| 2017-2018                  | Skënderbeu                 | KS                         | 30         | 1          | CA              | 7               | 0               | UEL                | 6                  | 0                  | -           | -           | -           | 43     | 1      |
| 2018-feb. 2019             | Skënderbeu                 | KS                         | 19         | 0          | CA              | 0               | 0               | -                  | -                  | -                  | SA          | 1           | 1           | 20     | 1      |
| Totale Skënderbeu          | Totale Skënderbeu          | Totale Skënderbeu          | 49         | 1          |                 | 7               | 0               |                    | 6                  | 0                  |             | 1           | 1           | 63     | 2      |
| feb. 2019                  | Kalmar                     | A                          | 27+2       | 2+1        | CS              | 4               | 1               | -                  | -                  | -                  | -           | -           | -           | 33     | 4      |
| 2020                       | Kalmar                     | A                          | 20         | 2          | CS              | 0               | 0               | -                  | -                  | -                  | -           | -           | -           | 20     | 2      |
| Totale Kalmar              | Totale Kalmar              | Totale Kalmar              | 47+2       | 4+1        |                 | 4               | 1               |                    | -                  | -                  |             | -           | -           | 53     | 6      |
| 2020-2021                  | Zurigo                     | SL                         | 32         | 1          | CS              | 0               | 0               | -                  | -                  | -                  | -           | -           | -           | 32     | 1      |
| 2021-2022                  | Zurigo                     | SL                         | 33         | 2          | CS              | 2               | 0               | -                  | -                  | -                  | -           | -           | -           | 15     | 0      |
| 2022-2023                  | Zurigo                     | SL                         | 29         | 0          | CS              | 2               | 0               | UCL+UEL            | 2+8                | 0                  | -           | -           | -           | 41     | 0      |
| Totale Zurigo              | Totale Zurigo              | Totale Zurigo              | 94         | 3          |                 | 4               | 0               |                    | 10                 | 0                  |             | -           | -           | 108    | 3      |
| 2023-2024                  | Alanyaspor                 | SL                         | 35         | 0          | TK              | 0               | 0               |                    | -                  | -                  |             | -           | -           | 35     | 0      |
| 2024-2025                  | Alanyaspor                 | SL                         | 20         | 1          | TK              | 2               | 0               |                    | -                  | -                  |             | -           | -           | 22     | 1      |
| Totale Alanyaspor          | Totale Alanyaspor          | Totale Alanyaspor          | 55         | 1          |                 | 2               | 0               |                    | -                  | -                  |             | -           | -           | 57     | 1      |
| Totale carriera            | Totale carriera            | Totale carriera            | 371        | 14         |                 | 20              | 1               |                    | 17                 | 0                  |             | 1           | 1           | 409    | 15     |

### Cronologia presenze e reti in nazionale
| Cronologia completa delle presenze e delle reti in nazionale ― Kosovo | Cronologia completa delle presenze e delle reti in nazionale ― Kosovo | Cronologia completa delle presenze e delle reti in nazionale ― Kosovo | Cronologia completa delle presenze e delle reti in nazionale ― Kosovo | Cronologia completa delle presenze e delle reti in nazionale ― Kosovo | Cronologia completa delle presenze e delle reti in nazionale ― Kosovo | Cronologia completa delle presenze e delle reti in nazionale ― Kosovo | Cronologia completa delle presenze e delle reti in nazionale ― Kosovo |
| Data                                                                  | Città                                                                 | In casa                                                               | Risultato                                                             | Ospiti                                                                | Competizione                                                          | Reti                                                                  | Note                                                                  |
| --------------------------------------------------------------------- | --------------------------------------------------------------------- | --------------------------------------------------------------------- | --------------------------------------------------------------------- | --------------------------------------------------------------------- | --------------------------------------------------------------------- | --------------------------------------------------------------------- | --------------------------------------------------------------------- |
| 11-6-2017                                                             | Scutari                                                               | Kosovo                                                                | 1 – 4                                                                 | Turchia                                                               | Qual. Mondiali 2018                                                   | -                                                                     |                                                                       |
| 13-11-2017                                                            | Kosovska Mitrovica                                                    | Kosovo                                                                | 4 – 3                                                                 | Lettonia                                                              | Amichevole                                                            | -                                                                     | 83’                                                                   |
| 24-3-2018                                                             | Franconville                                                          | Madagascar                                                            | 0 – 1                                                                 | Kosovo                                                                | Amichevole                                                            | -                                                                     |                                                                       |
| 27-3-2018                                                             | Franconville                                                          | Burkina Faso                                                          | 0 – 2                                                                 | Kosovo                                                                | Amichevole                                                            | -                                                                     |                                                                       |
| 29-5-2018                                                             | Zurigo                                                                | Albania                                                               | 0 – 3                                                                 | Kosovo                                                                | Amichevole                                                            | -                                                                     |                                                                       |
| 7-9-2018                                                              | Baku                                                                  | Azerbaigian                                                           | 0 – 0                                                                 | Kosovo                                                                | UEFA Nations League 2018-2019 - 1º turno                              | -                                                                     |                                                                       |
| 10-9-2018                                                             | Pristina                                                              | Kosovo                                                                | 2 – 0                                                                 | Fær Øer                                                               | UEFA Nations League 2018-2019 - 1º turno                              | -                                                                     |                                                                       |
| 11-10-2018                                                            | Pristina                                                              | Kosovo                                                                | 3 – 1                                                                 | Malta                                                                 | UEFA Nations League 2018-2019 - 1º turno                              | -                                                                     |                                                                       |
| 14-10-2018                                                            | Tórshavn                                                              | Fær Øer                                                               | 1 – 1                                                                 | Kosovo                                                                | UEFA Nations League 2018-2019 - 1º turno                              | -                                                                     |                                                                       |
| 17-11-2018                                                            | Ta' Qali                                                              | Malta                                                                 | 0 – 5                                                                 | Kosovo                                                                | UEFA Nations League 2018-2019 - 1º turno                              | -                                                                     |                                                                       |
| 20-11-2018                                                            | Pristina                                                              | Kosovo                                                                | 4 – 0                                                                 | Azerbaigian                                                           | UEFA Nations League 2018-2019 - 1º turno                              | -                                                                     | 58’                                                                   |
| 21-3-2019                                                             | Pristina                                                              | Kosovo                                                                | 2 – 2                                                                 | Danimarca                                                             | Amichevole                                                            | -                                                                     |                                                                       |
| 25-3-2019                                                             | Pristina                                                              | Kosovo                                                                | 1 – 1                                                                 | Bulgaria                                                              | Qual. Euro 2020                                                       | -                                                                     |                                                                       |
| 7-6-2019                                                              | Podgorica                                                             | Montenegro                                                            | 1 – 1                                                                 | Kosovo                                                                | Qual. Euro 2020                                                       | -                                                                     |                                                                       |
| 10-6-2019                                                             | Sofia                                                                 | Bulgaria                                                              | 2 – 3                                                                 | Kosovo                                                                | Qual. Euro 2020                                                       | -                                                                     |                                                                       |
| 7-9-2019                                                              | Pristina                                                              | Kosovo                                                                | 2 – 1                                                                 | Rep. Ceca                                                             | Qual. Euro 2020                                                       | -                                                                     |                                                                       |
| 10-9-2019                                                             | Southampton                                                           | Inghilterra                                                           | 5 – 3                                                                 | Kosovo                                                                | Qual. Euro 2020                                                       | -                                                                     | 70’                                                                   |
| 14-10-2019                                                            | Pristina                                                              | Kosovo                                                                | 2 – 0                                                                 | Montenegro                                                            | Qual. Euro 2020                                                       | -                                                                     |                                                                       |
| 14-11-2019                                                            | Plzeň                                                                 | Rep. Ceca                                                             | 2 – 1                                                                 | Kosovo                                                                | Qual. Euro 2020                                                       | -                                                                     | 23’                                                                   |
| 17-11-2019                                                            | Pristina                                                              | Kosovo                                                                | 0 – 4                                                                 | Inghilterra                                                           | Qual. Euro 2020                                                       | -                                                                     |                                                                       |
| 12-1-2020                                                             | Doha                                                                  | Kosovo                                                                | 0 – 1                                                                 | Svezia                                                                | Amichevole                                                            | -                                                                     | cap.                                                                  |
| 3-9-2020                                                              | Parma                                                                 | Moldavia                                                              | 1 – 1                                                                 | Kosovo                                                                | UEFA Nations League 2020-2021 - 1º turno                              | -                                                                     |                                                                       |
| 6-9-2020                                                              | Pristina                                                              | Kosovo                                                                | 1 – 2                                                                 | Grecia                                                                | UEFA Nations League 2020-2021 - 1º turno                              | -                                                                     |                                                                       |
| 8-10-2020                                                             | Skopje                                                                | Macedonia del Nord                                                    | 2 – 1                                                                 | Kosovo                                                                | Qual. Euro 2020                                                       | -                                                                     |                                                                       |
| 11-10-2020                                                            | Pristina                                                              | Kosovo                                                                | 0 – 1                                                                 | Slovenia                                                              | UEFA Nations League 2020-2021 - 1º turno                              | -                                                                     |                                                                       |
| 14-10-2020                                                            | Amarousio                                                             | Grecia                                                                | 0 – 0                                                                 | Kosovo                                                                | UEFA Nations League 2020-2021 - 1º turno                              | -                                                                     |                                                                       |
| 11-11-2020                                                            | Elbasan                                                               | Albania                                                               | 2 – 1                                                                 | Kosovo                                                                | Amichevole                                                            | -                                                                     | 84’                                                                   |
| 15-11-2020                                                            | Lubiana                                                               | Slovenia                                                              | 2 – 1                                                                 | Kosovo                                                                | UEFA Nations League 2020-2021 - 1º turno                              | -                                                                     |                                                                       |
| 18-11-2020                                                            | Pristina                                                              | Kosovo                                                                | 1 – 0                                                                 | Moldavia                                                              | UEFA Nations League 2020-2021 - 1º turno                              | -                                                                     | 20’                                                                   |
| 24-3-2021                                                             | Pristina                                                              | Kosovo                                                                | 4 – 0                                                                 | Lituania                                                              | Amichevole                                                            | -                                                                     |                                                                       |
| 28-3-2021                                                             | Pristina                                                              | Kosovo                                                                | 0 – 3                                                                 | Svezia                                                                | Qual. Mondiali 2022                                                   | -                                                                     |                                                                       |
| 31-3-2021                                                             | Siviglia                                                              | Spagna                                                                | 3 – 1                                                                 | Kosovo                                                                | Qual. Mondiali 2022                                                   | -                                                                     |                                                                       |
| 4-6-2021                                                              | Klagenfurt am Wörthersee                                              | Kosovo                                                                | 2 – 1                                                                 | Malta                                                                 | Amichevole                                                            | -                                                                     | 79’ 88’                                                               |
| 2-9-2021                                                              | Batumi                                                                | Georgia                                                               | 0 – 1                                                                 | Kosovo                                                                | Qual. Mondiali 2022                                                   | -                                                                     |                                                                       |
| 5-9-2021                                                              | Pristina                                                              | Kosovo                                                                | 1 – 1                                                                 | Grecia                                                                | Qual. Mondiali 2022                                                   | -                                                                     | 78’                                                                   |
| 9-10-2021                                                             | Solna                                                                 | Svezia                                                                | 3 – 0                                                                 | Kosovo                                                                | Qual. Mondiali 2022                                                   | -                                                                     | 21’                                                                   |
| 12-10-2021                                                            | Pristina                                                              | Kosovo                                                                | 1 – 2                                                                 | Georgia                                                               | Qual. Mondiali 2022                                                   | -                                                                     | 86’                                                                   |
| 10-11-2021                                                            | Pristina                                                              | Kosovo                                                                | 0 – 2                                                                 | Giordania                                                             | Amichevole                                                            | -                                                                     | 56’                                                                   |
| 14-11-2021                                                            | Amarousio                                                             | Grecia                                                                | 1 – 1                                                                 | Kosovo                                                                | Qual. Mondiali 2022                                                   | -                                                                     |                                                                       |
| 24-3-2022                                                             | Pristina                                                              | Kosovo                                                                | 5 – 0                                                                 | Burkina Faso                                                          | Amichevole                                                            | 1                                                                     | 56’                                                                   |
| 2-6-2022                                                              | Larnaca                                                               | Cipro                                                                 | 0 – 2                                                                 | Kosovo                                                                | UEFA Nations League 2022-2023 - 1º turno                              | -                                                                     |                                                                       |
| 5-6-2022                                                              | Pristina                                                              | Kosovo                                                                | 0 – 1                                                                 | Grecia                                                                | UEFA Nations League 2022-2023 - 1º turno                              | -                                                                     | 51’, 72’                                                              |
| 12-6-2022                                                             | Volo                                                                  | Grecia                                                                | 2 – 0                                                                 | Kosovo                                                                | UEFA Nations League 2022-2023 - 1º turno                              | -                                                                     |                                                                       |
| 24-9-2022                                                             | Belfast                                                               | Irlanda del Nord                                                      | 2 – 1                                                                 | Kosovo                                                                | UEFA Nations League 2022-2023 - 1º turno                              | -                                                                     |                                                                       |
| 16-6-2023                                                             | Pristina                                                              | Kosovo                                                                | 0 – 0                                                                 | Romania                                                               | Qual. Euro 2024                                                       | -                                                                     |                                                                       |
| 19-6-2023                                                             | Budapest                                                              | Bielorussia                                                           | 2 – 1                                                                 | Kosovo                                                                | Qual. Euro 2024                                                       | -                                                                     |                                                                       |
| 9-9-2023                                                              | Pristina                                                              | Kosovo                                                                | 2 – 2                                                                 | Svizzera                                                              | Qual. Euro 2024                                                       | -                                                                     | 39’                                                                   |
| 12-9-2023                                                             | Bucarest                                                              | Romania                                                               | 2 – 0                                                                 | Kosovo                                                                | Qual. Euro 2024                                                       | -                                                                     |                                                                       |
| 12-10-2023                                                            | Andorra la Vella                                                      | Andorra                                                               | 0 – 3                                                                 | Kosovo                                                                | Qual. Euro 2024                                                       | -                                                                     |                                                                       |
| 12-11-2023                                                            | Pristina                                                              | Kosovo                                                                | 1 – 0                                                                 | Israele                                                               | Qual. Euro 2024                                                       | -                                                                     |                                                                       |
| 18-11-2023                                                            | Basilea                                                               | Svizzera                                                              | 1 – 1                                                                 | Kosovo                                                                | Qual. Euro 2024                                                       | -                                                                     | cap.                                                                  |
| 21-11-2023                                                            | Pristina                                                              | Kosovo                                                                | 0 – 1                                                                 | Bielorussia                                                           | Qual. Euro 2024                                                       | -                                                                     | cap.                                                                  |
| 22-3-2024                                                             | Erevan                                                                | Armenia                                                               | 0 – 1                                                                 | Kosovo                                                                | Amichevole                                                            | -                                                                     | 45+2’                                                                 |
| 26-3-2024                                                             | Budapest                                                              | Ungheria                                                              | 2 – 0                                                                 | Kosovo                                                                | Amichevole                                                            | -                                                                     | 79’                                                                   |
| 5-6-2024                                                              | Oslo                                                                  | Norvegia                                                              | 3 – 0                                                                 | Kosovo                                                                | Amichevole                                                            | -                                                                     | 78’                                                                   |
| 6-9-2024                                                              | Pristina                                                              | Kosovo                                                                | 0 – 3                                                                 | Romania                                                               | UEFA Nations League 2024-2025 - 1º turno                              | -                                                                     |                                                                       |
| 9-9-2024                                                              | Larnaca                                                               | Cipro                                                                 | 0 – 4                                                                 | Kosovo                                                                | UEFA Nations League 2024-2025 - 1º turno                              | -                                                                     | 45+1’ 46’                                                             |
| 15-10-2024                                                            | Pristina                                                              | Kosovo                                                                | 3 – 0                                                                 | Cipro                                                                 | UEFA Nations League 2024-2025 - 1º turno                              | -                                                                     | 77’                                                                   |
| 18-11-2024                                                            | Pristina                                                              | Kosovo                                                                | 1 – 0                                                                 | Lituania                                                              | UEFA Nations League 2024-2025 - 1º turno                              | -                                                                     |                                                                       |
| 20-3-2025                                                             | Pristina                                                              | Kosovo                                                                | 2 – 1                                                                 | Islanda                                                               | UEFA Nations League 2024-2025 - Play-off                              | -                                                                     | 80’                                                                   |
| Totale                                                                |                                                                       | Presenze (4º posto)                                                   | 60                                                                    |                                                                       | Reti                                                                  | 1                                                                     |                                                                       |

| Cronologia completa delle presenze e delle reti in nazionale ― Albania | Cronologia completa delle presenze e delle reti in nazionale ― Albania | Cronologia completa delle presenze e delle reti in nazionale ― Albania | Cronologia completa delle presenze e delle reti in nazionale ― Albania | Cronologia completa delle presenze e delle reti in nazionale ― Albania | Cronologia completa delle presenze e delle reti in nazionale ― Albania | Cronologia completa delle presenze e delle reti in nazionale ― Albania | Cronologia completa delle presenze e delle reti in nazionale ― Albania |
| Data                                                                   | Città                                                                  | In casa                                                                | Risultato                                                              | Ospiti                                                                 | Competizione                                                           | Reti                                                                   | Note                                                                   |
| ---------------------------------------------------------------------- | ---------------------------------------------------------------------- | ---------------------------------------------------------------------- | ---------------------------------------------------------------------- | ---------------------------------------------------------------------- | ---------------------------------------------------------------------- | ---------------------------------------------------------------------- | ---------------------------------------------------------------------- |
| 31-5-2014                                                              | Yverdon                                                                | Albania                                                                | 0 – 1                                                                  | Romania                                                                | Amichevole                                                             | -                                                                      | 79’                                                                    |
| 8-6-2014                                                               | Serravalle                                                             | San Marino                                                             | 0 – 3                                                                  | Albania                                                                | Amichevole                                                             | -                                                                      |                                                                        |
| Totale                                                                 |                                                                        | Presenze                                                               | 2                                                                      |                                                                        | Reti                                                                   | 0                                                                      |                                                                        |

## Palmarès

### Club

#### Competizioni nazionali
- Campionato moldavo: 1

Sheriff Tiraspol: 2015-2016
- Campionato albanese: 1

Skënderbeu: 2017-2018
- Coppa di Moldavia: 1

Sheriff Tiraspol: 2015-2016
- Coppa d'Albania: 1

Skënderbeu: 2017-2018
- Supercoppa d'Albania: 1

Skënderbeu: 2018
- Campionato svizzero: 1

Zurigo: 2021-2022